# 鸭绿薹草
鸭绿薹草（学名：Carex jaluensis）是莎草科薹草属的植物。分布于朝鲜、俄罗斯远东地区以及中国大陆的河北、吉林、辽宁等地，生长于海拔400米至1,450米的地区，多生于山谷河边、沟边湿地和林下，目前尚未由人工引种栽培。